# Mart Crowley
Edward Martino Crowley (Vicksburg, 21 de agosto de 1935 – Nova Iorque, 7 de março de 2020) foi um dramaturgo americano mais conhecido por sua peça de 1968, The Boys in the Band.

## Biografia
Crowley nasceu em Vicksburg, Mississipi. Depois de se formar na Universidade Católica da América (estudando atuação e show business) em Washington, D.C. em 1957, Crowley foi para o oeste, para Hollywood, onde trabalhou para várias produtoras de televisão antes de conhecer Natalie Wood no set de seu filme Splendor in the Grass. Wood o contratou como seu assistente, principalmente para lhe dar bastante tempo livre para trabalhar em sua peça de temática gay The Boys in the Band, que estreou off-Broadway em 14 de abril de 1968 e e teve uma série de 1.000 apresentações. Crowley tornou-se parte do círculo íntimo de amigos de Wood, que ela chamava de "núcleo", cujo principal requisito era que passassem em um teste de "bondade".
The Boys in the Band foi adaptado para um filme em 1970, dirigido por William Friedkin.
A sequência de Crowley de The Boys in the Band em 2002 foi intitulada The Men from the Boys.
Em 2018, Boys in the Band foi reencenado na Broadway em um revival do 50º aniversário com Matt Bomer, Jim Parsons, Zachary Quinto, Andrew Rannells, Charlie Carver, Robin de Jesús, Brian Hutchison, Michael Benjamin Washington e Tuc Watkins.
Crowley também escreveu e produziu Remote Asylum e o autobiográfico A Breeze from the Gulf. Em 1979 e 1980, Crowley atuou primeiro como editor executivo do roteiro e depois produtor da série Hart to Hart da ABC, estrelada pelo marido de Wood, Robert Wagner e Stefanie Powers. Seus outros créditos incluem as telepeças de There Must Be a Pony (1986), Bluegrass (1988), People Like Us (1990), um especial de reunião de Hart to Hart em 1996 e a peça For Reasons That Remain Unclear (1993).
Crowley apareceu em pelo menos quatro documentários: The Celluloid Closet (1995), sobre a representação da homossexualidade no cinema; Dominick Dunne: After the Party (2007), uma biografia do amigo e produtor de Crowley, Dominick Dunne; Making the Boys (2011), um documentário sobre a produção da peça gay e subsequente filme de Hollywood; e The Boys in the Band: Something Personal (2020), um documentário sobre o filme da peça da Netflix de 2020.
Crowley morreu em Manhattan em 7 de março de 2020 aos 84 anos. Ele sofreu um ataque cardíaco, após o qual foi submetido a uma cirurgia de coração aberto e morreu enquanto se recuperava. O filme de 2020 foi dedicado à memória de Crowley. Crowley era abertamente gay.